# D-sub

Connectors de mida DA, DB, DC, DD i DE.

Els connectors D-sub (de l'anglès D-subminiature) s'utilitzen generalment per connectar ordinadors amb diferents perifèrics. Encara que quan es van crear eren realment petits - d'aquí el seu nom - avui estan entre els connectors més grans.

## Descripció i nomenclatura

Connector DB13W3.

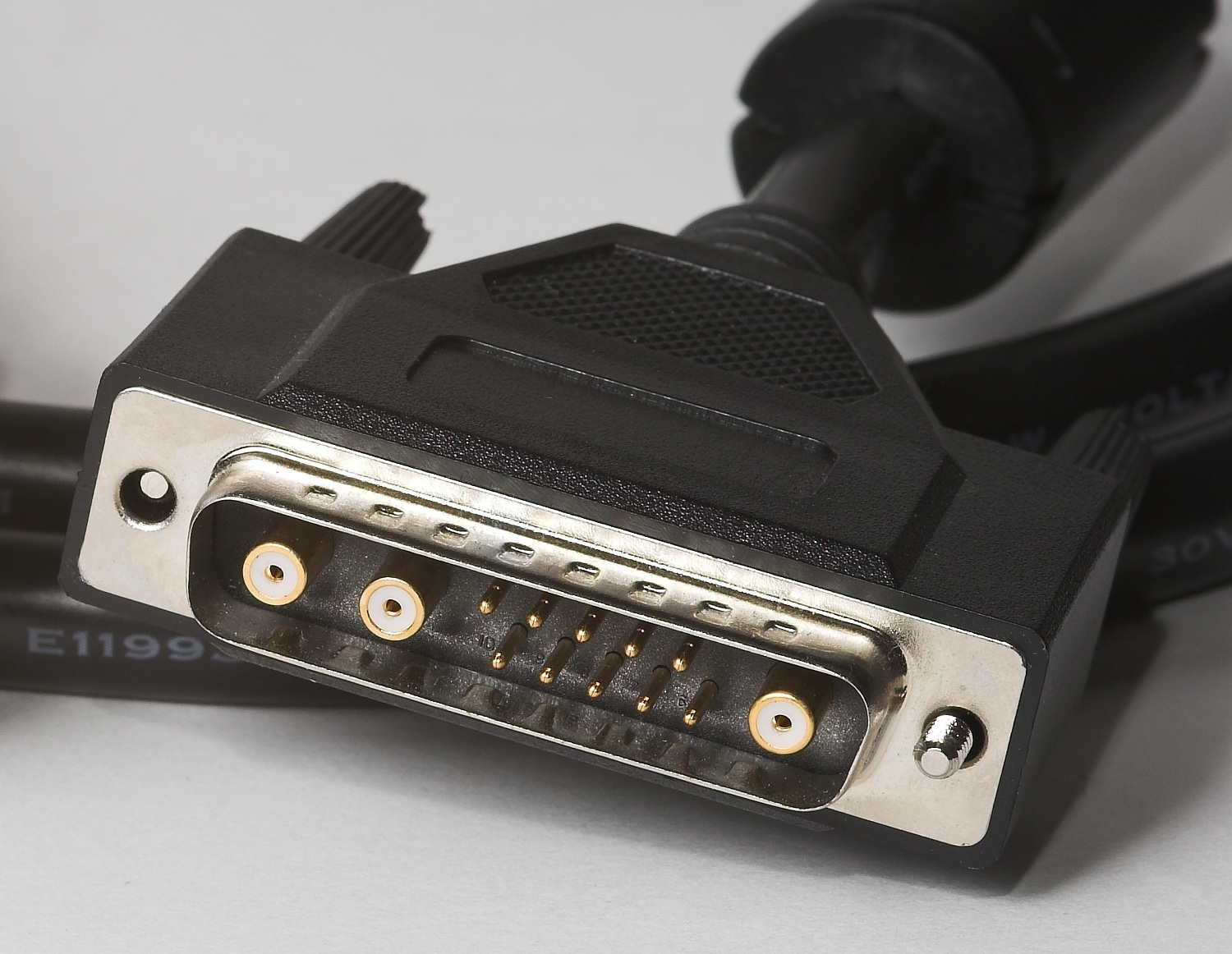
Connector mascle DB13W3.

Un D-sub són dos o més files paral·leles de contactes (pins), generalment envoltats per un escut metàl·lic en forma de «D», que proporciona el suport mecànic i protecció contra les interferències electromagnètiques. La forma de «D» garanteix l'orientació correcta en la connexió. A la part que conté les «patilles» (pins) se l'anomena connector mascle, mentre que a la que conté els orificis se l'anomena connector femella. El connector mascle s'ajusta fermament en el connector femella. Els escuts metàl·lics es connecten als blindatges dels cables (quan s'utilitzen cables d'aquest tipus), creant una barrera elèctrica contínua que cobreix el cable sencer i el sistema de connexió, evitant que els sorolls electromagnètics interfereixin en la comunicació.
El nombre que inclou la nomenclatura dels D-sub fa referència a la quantitat de pins de cada connector.
Els connectors D-subminiatura van ser inventats per ITT Cannon, (una subsidiària de ITT Corporation) el 1952. El sistema de numeració de les peces utilitzat per Cannon fa ús d'un prefix D per a totes les sèries, seguit per una lletra que indica la mida de la «D» (A = 15 pins, B = 25 pins, C = 37 pins, D = 50 pins, E = 9 pins), seguit pel nombre de contactes que porta el connector, seguit pel «sexe» del connector (M = mascle, F = femella). Per exemple, DE15M indica un connector D-sub amb un connector mida 9 pins i 15 contactes mascle (típic connector VGA). Els pins d'aquests connectors tenen una separació aproximada de 0,108 polzades (2,74 mm) amb les files separades 0,112 polzades (2,84 mm).
Cannon també va fabricar D-subs amb contactes més grans per portar corrent d'alta intensitat o senyals coaxials. La variant DB13W3 s'empra per a connexions de vídeo d'alt rendiment; consta de 10 contactes de mida estàndard i tres connectors coaxials per als senyals de vídeo RGB (vermell, verd, blau).